# KK Null
Kazuyuki Kishino (岸野 一之 Kishino Kazuyuki) (Tokyo, 13 september 1961), beter bekend onder zijn artiestennaam KK Null, is een Japanse experimentele multi-instrumentalist, actief sinds begin jaren '80. Hij is begonnen als gitarist, maar is tegenwoordig tevens componist, zanger, elektronisch muzikant, drummer en studeerde Butoh dans bij Min Tanaka.
Null trad in 1984 toe tot de noise/progressive rock band YBO2 en bracht met deze band diverse albums en ep's uit over de rest van het decennium. Later richtte hij meer bands op, zoals Absolut Null Punkt (ANP) en zijn meest bekende band, het door henzelf als "progressive hardcore trio" omschreven Zeni Geva. Vanaf dat moment produceerde hij ook albums voor andere artiesten, startte zijn eigen platenlabel Nux Organization, speelde live en werkte met andere muzikanten samen aan albums, waaronder John Zorn, Steve Albini, Boredoms, Jim O'Rourke, Merzbow, Fred Frith, Otomo Yoshihide, Z'EV en speelde voorprogramma's voor tours van Sonic Youth and Mike Patton. Alles bij elkaar heeft KK Null meer dan honderd albums uitgebracht. In 2004 werd ANP heropgericht en in 2006 brachten zij hun eerste studioalbum in 20 jaar uit.
- Bibliothèque nationale de France: cb17002695s (data)
- International Standard Name Identifier: 0000 0004 0658 7957
- Library of Congress Control Number: no2006095275
- MusicBrainz: 9c51604c-a456-4e3e-8f85-cc96ec0df439
- Virtual International Authority File: 24144928648754440611